# Les Fantômes des trois Madeleine
Pour plus de détails, voir Fiche technique et Distribution.
Les Fantômes des trois Madeleine est un film québécois réalisé par Guylaine Dionne en 2000, qui a été sélectionné pour la Quinzaine des réalisateurs du 32e Festival de Cannes. Avec Sylvie Drapeau (Marie-Madeleine), France Arbour (Mado) et Isadora Galwey (Madeleine) dans les rôles principaux, il raconte l'histoire de trois générations de femmes dont le périple de Montréal en Gaspésie se transforme en une quête identitaire oscillant entre souvenir et onirisme. Premier long métrage de fiction de la cinéaste qui a réalisé, avant cette production, une série de courts métrages et de documentaires primés. 

## Synopsis
Le film en noir et blanc met en scène le récit des retrouvailles entre une grand-mère, sa fille qu'elle a placée en adoption et sa petite fille. Les « fantômes » évoquent une démarche de construction identitaire liée au monde des femmes et à la famille.

## Fiche technique
- Réalisation : Guylaine Dionne
- Scénario : Guylaine Dionne avec la collaboration de Claire Valade[7]
- Directrice de la photographie : Nathalie Moliavko-Visotzky[8]
- Montage images : Aube Foglia
- Direction artistique : Patricia Christie
- Costumes : Geneviève Audet
- Maquillages : Roseline Hoffmann
- Conception et montage sonore : Sylvain Bellemare
- Montage sonore : Louis Gignac
- Mixage son : Ismael Cordeiro
- Production : Guylaine Dionne, François Landry (pour Filmo), Michael Vosca (pour France Film)[9]
- Producteur exécutif : Pierre René
- Productrice déléguée : Claire Valade
- Sociétés de production : Filmo, France Film (Québec)
- Distribution : Equinoxe Films
- Budget : 600 000 $[2]
- Pays de production :  Canada ( Québec)
- Langue originale : Français
- Format : noir et blanc — 35 mm — 1:1,85
- Genre : drame
- Durée : 82 minutes
- Date de sortie : 
  - France : 13 mai 2000(Quinzaine des réalisateurs)[4]

## Distribution
- Sylvie Drapeau : Marie-Madeleine
- France Arbour : Mado
- Isadora Galwey : Madeleine
- Kathleen Fortin : La jeune Mado
- Maxim Gaudette : Gérard
- Isabelle Blais : Jeanne
- Monique Joly : La dame du gîte
- Jean-Guy Bouchard : Bob
- Luc Proulx : Léonard
- Patrick Goyette : Pierre
- Maxine Visotzky-Charlebois : La petite Marie

## Distinctions

### Récompense
- Festival International de cinéma de Figueira da Foz 2000 : prix Don Quijote du jury de la Fédération européenne des ciné-clubs (FICC)[10]

### Nomination et sélection
- Festival de Cannes 2000 : sélection « Quinzaine des réalisateurs »[11]
- Festival International de cinéma de Figueira da Foz 2000 : mention honorable du Jury international de la presse (FIPRESCI)[10]